# Franz Schütz (Hygieniker)
Franz Schütz (* 21. Juli 1887 in Berlin; † 18. August 1955 in Göttingen) war ein deutscher Hygieniker, Bakteriologe und Hochschullehrer.

## Leben
Schütz legte 1905 die Reifeprüfung am Königlich Französischen Gymnasium in Berlin ab. Anschließend absolvierte ein Medizinstudium an den Universitäten Freiburg und Berlin. In Berlin wurde er 1912 zum Dr. med. promoviert und im Jahr darauf approbiert. Unter Karl Kißkalt war er als Assistent am Hygiene-Institut der Universität Königsberg tätig, wo er sich 1915 bei seinem Lehrer habilitierte und dort anschließend als Privatdozent für Hygiene und Bakteriologie wirkte. Schütz folgte Kißkalt 1919 an die Universität Kiel, wo er 1921 zum außerordentlichen Professor ernannt wurde und sich bereits auch mit rassenhygienischen Fragen beschäftigte. Mit Kißkalt wechselte er 1924 an die Universität Bonn, wo er schon 1925 eine Lehrveranstaltung über Rassenhygiene halten sollte, und 1925 an die Universität München. Ab 1925 war er als Oberassistent unter Martin Hahn am Hygieneinstitut in Berlin tätig, das er nach Hahns Ausscheiden noch kurzzeitig kommissarisch leitete. Zusätzlich übernahm er einen Lehrauftrag für Schulhygiene an der Universität Berlin.
Im Zuge der Machtübergabe an die Nationalsozialisten wurde Schütz Anfang April 1933 Mitglied der NSDAP. Über Vorlesungen zur Sozialen Hygiene hinaus führte er seine bereits 1932 begonnenen Lehrveranstaltungen zur Eugenik unter der Überschrift „Begründung und Ziele der Rassenhygiene in Erblehre, Familienforschung, Rassenpflege und Bevölkerungspolitik“ weiter. Anfang November 1933 wurde er zum außerordentlichen Professor befördert. Schütz folgte 1934 einem Ruf auf den Lehrstuhl für Hygiene an die Universität Göttingen. Während des Zweiten Weltkrieges war er zudem beratender Arzt bei der Wehrmacht.
Nach Kriegsende wurde Schütz aus politischen Gründen von der britischen Militärregierung 1945 aus dem Hochschulamt entlassen, wogegen er im Januar 1946 Einspruch einlegte und ein Entlastungszeugnis vorlegte. Nach seiner Suspendierung war er am Hygiene-Institut in Lübeck tätig. Nach einem Spruchkammerverfahren wurde Schütz im Rahmen der Entnazifizierung als entlastet (Kategorie V) eingestuft.  1950 konnte er nach Göttingen zurückkehren und wirkte dort als ordentlicher Professor für Hygiene und Bakteriologie sowie Direktor des Hygiene-Instituts. Ab 1953 war er Präsident der Gesellschaft für Hygiene und Mikrobiologie und 1954/55 Dekan der Medizinischen Fakultät. Einige Wochen nach seiner Emeritierung verstarb Schütz am 18. August 1955.

## Schriften
- Rassenhygiene des deutschen Volkes, Volk und Wissen, Berlin/Erfurt 1934
- Einführung in das Schrifttum. In: Gesundheit und Erziehung 10/1933